# Члены-корреспонденты НАНА
Членами-корреспондентами Национальной академии наук Азербайджана на основании пункта 17 Устава НАНА избираются ученые, имеющие большие заслуги в развитии науки, обогатившие её своими исследованиями и являющиеся гражданами Азербайджанской республики.
Члены НАНА должны проводить активную работу по применению научных исследований и использованию их в научно-культурном строительстве, вести работу в области подготовки научных кадров, выполнять научно-организационные задачи Президиума НАНА и соответствующего Отделения, принимать участие в общих собраниях НАНА и соответствующего Отделения.
В списке членов-корреспондентов НАНА указаны дата рождения, дата избрания в академию, отделение, институт или организация НАНА, в которых состоит член-корреспондент и учёная степень.

## Список членов-корреспондентов
| Фамилия, Имя Отчество            | Дата рождения     | Дата избрания | Отделение | Институт, организация                                          | Специальность                                        | Степень   |
| -------------------------------- | ----------------- | ------------- | --------- | -------------------------------------------------------------- | ---------------------------------------------------- | --------- |
| Азизов, Ибрагим Вагаб оглы       | 1947, 5 августа   | 2001          | ОБН       | Институт ботаники НАНА                                         | Физиология растений                                  | д.б.н.    |
| Акбаров, Сурхай Джаббар оглы     | 1954, 8 февраля   | 2001          | ОФМТН     | Институт математики и механики НАНА                            | Механика                                             | д.т.н.    |
| Ахмедов, Мубариз Меджид оглы     | 1945, 4 ноября    | 2001          | ОХН       | Институт химических проблем имени академика М. Ф. Нагиева НАНА | Неорганическая химия                                 | д.т.н.    |
| Багиров, Багир Али оглы          | 1936, 12 августая | 2001          | ОНЗ       | Институт геологии НАНА                                         | Геология и геохимия нефтяных и газовых месторождений | д.г.-м.н. |
| Гулиев, Новруз Магамед оглы      | 1952, 22 марта    | 2001          | ОБН       | Институт ботаники НАНА                                         | Биохимия                                             | д.б.н.    |
| Гусейнов, Вели Аллахверди оглы   | 1964, 1 февраля   | 2007          |           | Институт Природных Ресурсов Нахичеванского Отделения НАНА      | Физика                                               | д.ф.-м.н. |
| Джалалов, Гариб Исак оглы        | 1937, 28 ноября   | 2001          | ОНЗ       | Институт геологии НАНА                                         | Разработка нефтяных и газовых месторождений          | д.т.н.    |
| Джанибеков, Назил Фазил оглы     | 1942, 21 сентября | 2007          | ОХН       | Институт нефтехимических процессов НАНА                        | Нефтехимия                                           | д.х.н.    |
| Джеваншир, Рашид Джамиль оглы    | 1951, 17 июля     | 2001          | ОНЗ       | Институт геологии НАНА                                         | Геология и геохимия нефтяных и газовых месторождений | д.г.-м.н. |
| Касимов, Рафик Юнис-Али оглы     | 1931, 26 июня     | 1983          | ОФМТН     | Институт физиологии имени А. И. Караева НАНА                   | Физиология человека и животных                       | д.б.н.    |
| Келбалиев, Гудрат Исфандияр оглы | 1946, 13 ноября   | 2001          | ОХН       | Институт химических проблем НАНА                               | Процессы и аппараты химической технологии            | д.х.н.    |
| Курбанов, Магсуд Рустам оглы     | 1941, 9 мая       | 2001          | ОБН       | Центральный ботанический сад НАНА                              | Ботаника                                             | д.б.н.    |